# Trevor Taylor
Trevor Taylor (Sheffield, Engleska, 26. prosinca 1936. – 27. rujna 2010.) je bivši britanski vozač automobilističkih utrka.

## Rezultati u Formuli 1
| Sezona | Momčad     | Šasija     | Motor             | Utrke | Pobjede | Podiji | Bodovi | Plasman |
| ------ | ---------- | ---------- | ----------------- | ----- | ------- | ------ | ------ | ------- |
| 1959.  | Ace Garage | Cooper T51 | Climax Straight-4 | 1 (0) | 0       | 0      | 0      | —       |
| 1961.  | Team Lotus | Lotus 18   | Climax Straight-4 | 1     | 0       | 0      | 0      | —       |